# Барон Холланд (1762)

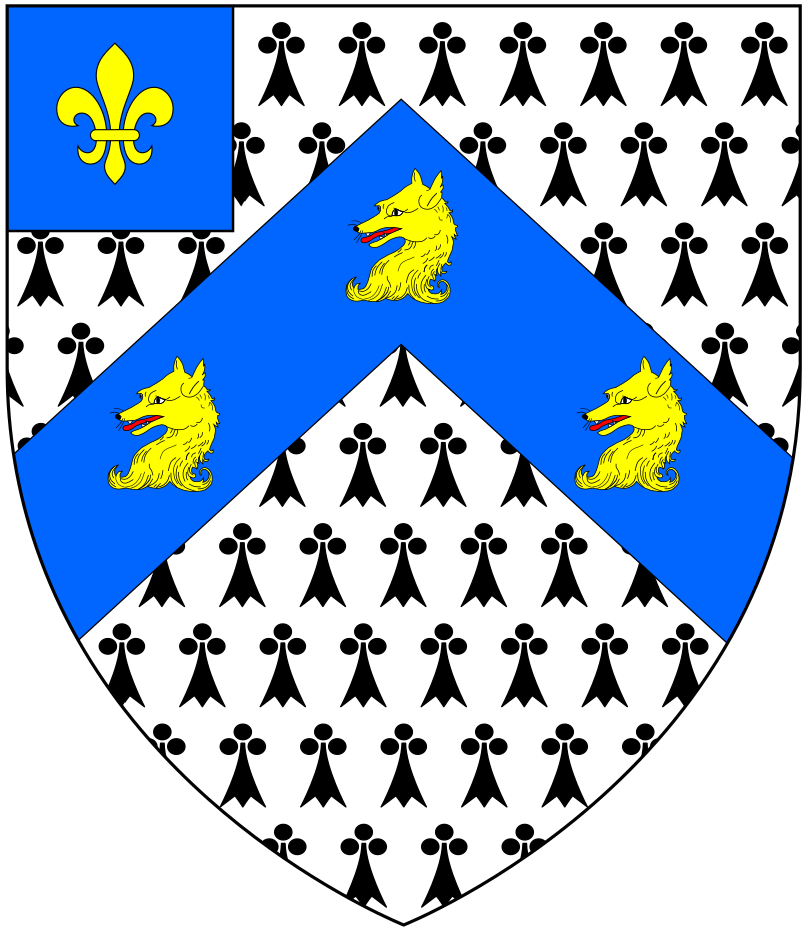
Герб семьи Фокс, баронов Холланд

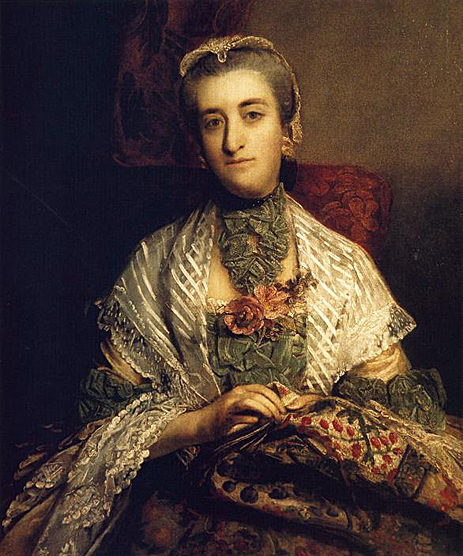
Джорджиана Кэролайн Фокс, 1-я баронесса Холланд из Холланда (1723—1774)

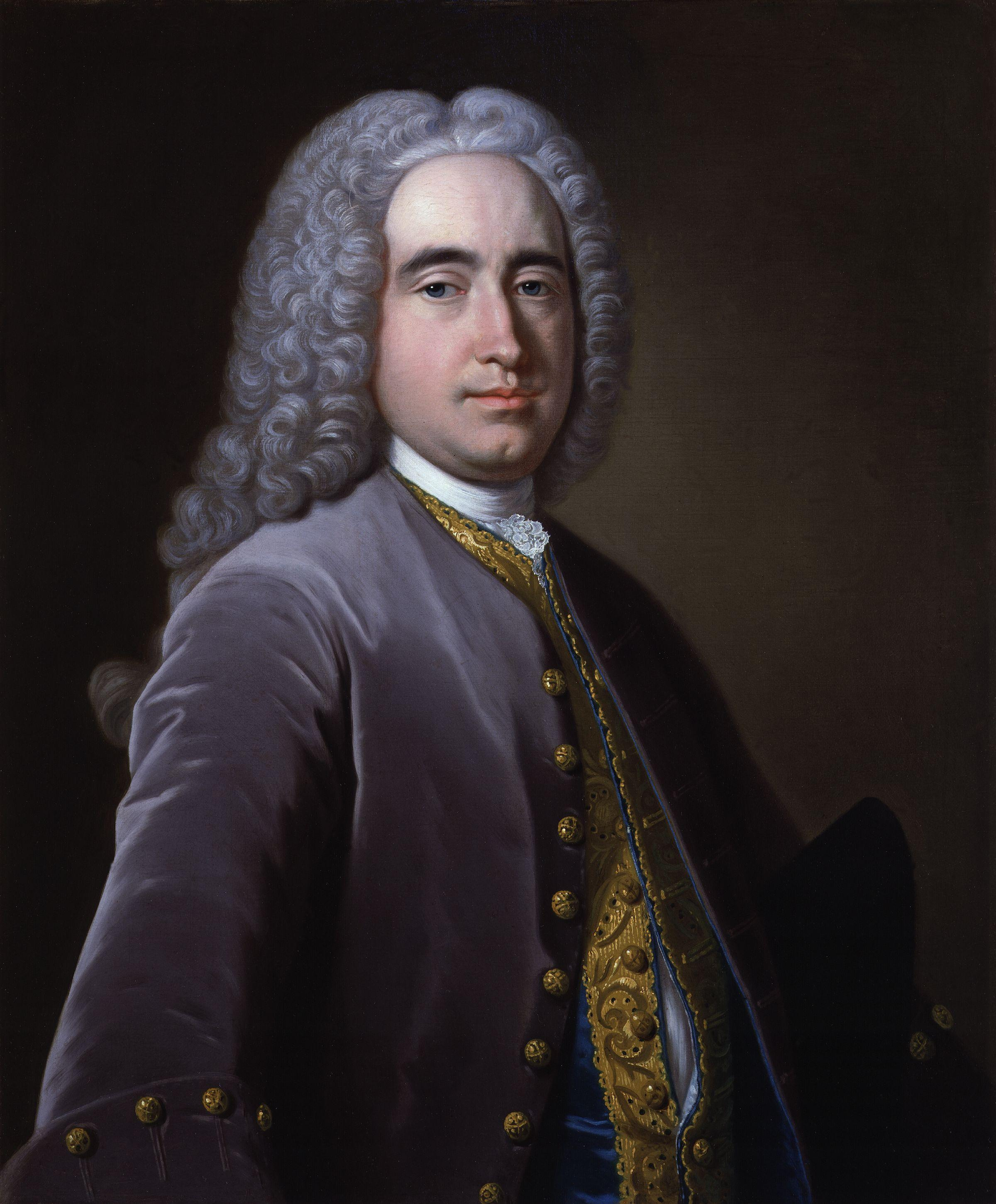
Генри Фокс, 1-й барон Холланд из Фоксли (1705—1774)

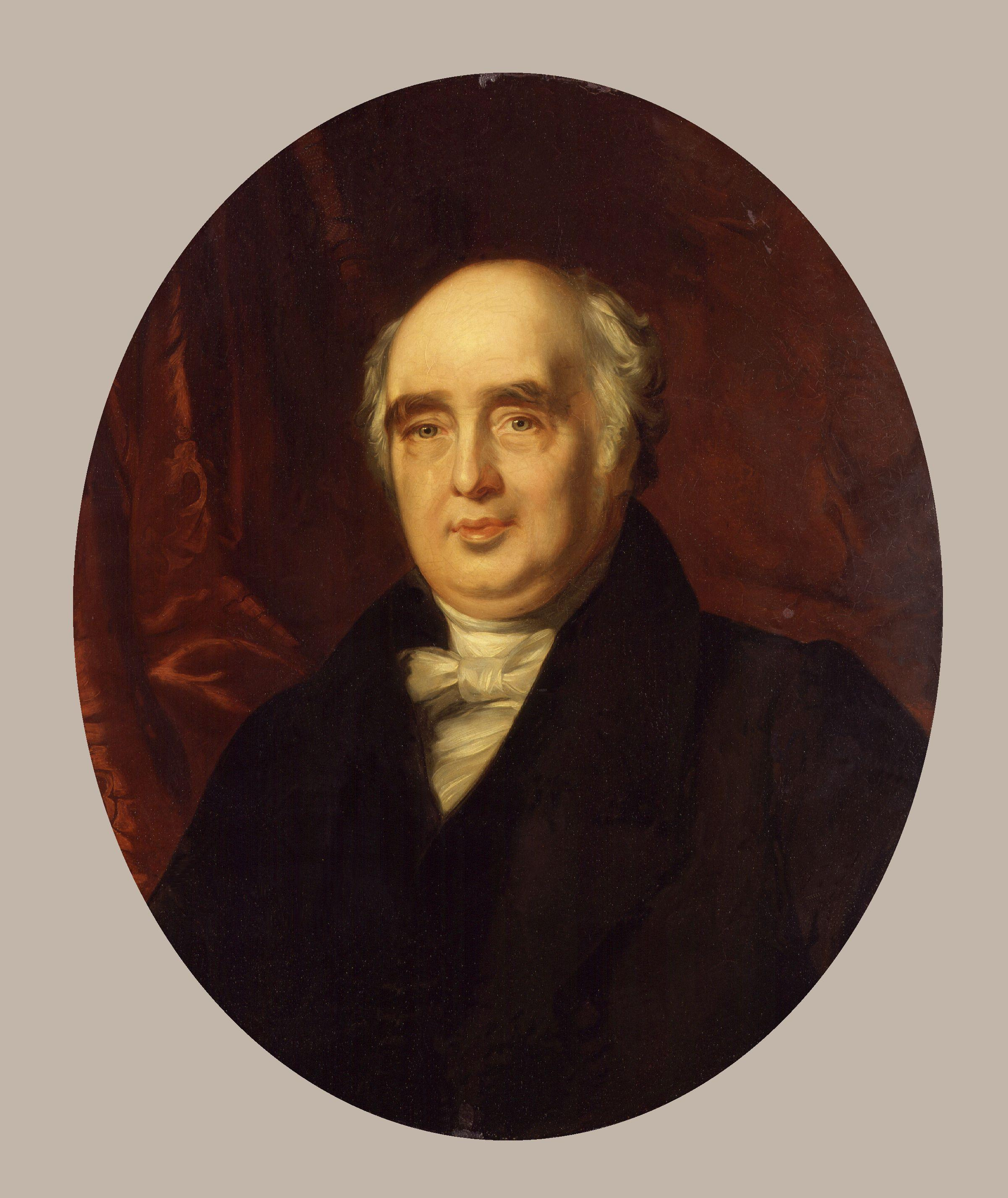
Генри Ричард Вассалл-Фокс, 3-й барон Холланд (1773—1840)

Барон Холланд из Холланда (англ. Baron Holland of Holland) в графстве Линкольншир и барон Холланд из Фоксли (англ. Baron Holland of Foxley) в графстве Уилтшир — два дворянских титула в системе Пэрства Великобритании.

## История
Первый баронский титул был создан 7 марта 1762 года для леди Кэролайн Фокс (1723—1774), дочери Чарльза Леннокса, 2-го герцога Ричмонда, и старшей из сестёр Леннокс.
Второй баронский титул был создан 17 апреля 1763 года для известного английского политика от партии вигов, Генри Фокса (1705—1774), супруга Кэролайн Леннокс. Генри Фокс заседал в Палате общин Великобритании от Хиндона (1735—1741), Виндзора (1741—1761) и Данвича (1761—1763), а также занимал посты военного министра (1746—1755), государственного секретаря Южного Департамента (1755—1756), казначея вооруженных сил (1757—1765) и лидера Палаты общин (1755—1756, 1762—1763). Лорду и леди Холланд наследовал их старший сын, Стивен Фокс, 2-й барон Холланд из Холланда и Фоксли (1745—1774). Он представлял Солсбери в Палате общин (1768—1774). После его ранней смерти в 1774 году титулы унаследовал его единственный сын, Генри Ричард Вассалл-Фокс, 3-й барон Холланд (1773—1840). Он также был влиятельным политиком от партии вигов, занимал посты лорда-хранителя Малой печати (1806—1807) и канцлера герцогства Ланкастерского (1830—1834, 1835—1840). Ему наследовал его старший сын, Генри Эдвард фокс, 4-й барон Холланд (1802—1859). Он заседал в Палате общин от Хоршама (1826—1827) и служил послом Великобритании в Великом герцогстве Тосканском (1839—1846). У него было четыре дочери, но не было сыновей, и после его смерти в 1859 году титулы барона Холланда из Холланда и барона Холланда из Фоксли прервались.
Британский политик Чарльз Джеймс Фокс (1749—1806), был вторым сыном Кэролайн Фокс, 1-й баронессы, и Генри Фокса, 1-го барона. Он заседал в Палате общин Великобритании от Мидхерста (1768—1774), Малмсбери (1774—1780), Вестминстера (1780—1801, 1801—1806) и Тейн-бургса (1784—1786), занимал должности министра иностранных дел Великобритании (1782, 1783 и 1806) и был лидером Палаты общин (1782, 1783 и 1806). Генерал Чарльз Ричард Фокс (1796—1873), незаконнорожденный сын 3-го барона Холланда от его любовницы и будущей жены, леди Уэбстер, был военным и политиком. Достопочтенный Сэр Стивен Фокс (1627—1716), отец Генри Фокса, 1-го барона Холланда, был политиком. Он заседал в Палате общин от Солсбери (1661—1679, 1685—1689, 1714—1715), Вестминстера (1679, 1691—1698) и Криклейда (1699—1702), а также занимал пост казначея вооруженных сил (1661—1676, 1679—1680). Сын последнего и старший брат Генри Фокса, Стивен Фокс-Стрэнгуэйс (1704—1776), заседал в Палате общин от Шефтсбери (1726—1741), получил титулы барона Илчестера из Илчестера в графстве Сомерсет (1741), барона Илчестера и Ставордейла из Редлинча в графстве Сомерсет (1747) и графа Илчестера (1756) в системе Пэрства Великобритании.

## Бароны Холланд из Холланда (1762)
- Джорджиана Кэролайн Фокс, 1-я баронесса Холланд (27 марта 1723 — 24 июня 1774), старшая дочь Чарльза Леннокса, 2-го герцога Ричмонда (1701—1750), и Сары Кадоган
- Стивен Фокс, 2-й барон Холланд (20 февраля 1747 — 26 декабря 1774), старший сын предыдущей
- Генри Ричард Вассалл-Фокс, 3-й барон Холланд (21 ноября 1773 — 22 октября 1840), единственный сын предыдущего
- Генри Эдвард Фокс, 4-й барон Холланд (7 мая 1802 — 18 декабря 1859), младший (третий) сын предыдущего.

## Бароны Холланд из Фоксли (1763)
- Генри Фокс, 1-й барон Холланд (28 сентября 1705 — 1 июля 1774), второй сын сэра Стивена Фокса (1627—1716)
- Стивен Фокс, 2-й барон Холланд (20 февраля 1747 — 26 декабря 1774), старший сын предыдущего
- Генри Ричард Вассалл-Фокс, 3-й барон Холланд (21 ноября 1773 — 22 октября 1840), единственный сын предыдущего
- Генри Эдвард Фокс, 4-й барон Холланд (7 мая 1802 — 18 декабря 1859), младший (третий) сын предыдущего.